# 季甘蒂亞神廟
季甘蒂亞神廟（馬爾他語發音:dʒɡantiːja；意為“巨人之塔”）是位於地中海戈佐島上的新石器時代巨石廟。季甘蒂亞神廟是馬耳他巨石廟中年代最早的，比埃及金字塔還古老。它們的建立者在新石器時代（公元前3600－2500年）興建了兩座季甘蒂亞神廟，至今已超過5500年，是世界上第二古老的人造宗教建築。連同其他類似的遺址，馬耳他巨石神廟被指定為聯合國教科文組織世界遺產。
這些寺廟是生育儀式中的禮儀場所。研究人員在遺址發現大量與崇拜相關的塑像和雕像。根據當地的民間傳說，有一個只吃有蠶豆和蜂蜜的巨人，和一個普通男人生了一個男孩。他將孩子掛在肩上，建立了這些寺廟，作為禮拜的場所。

## 圖庫

季甘蒂亞神廟地圖
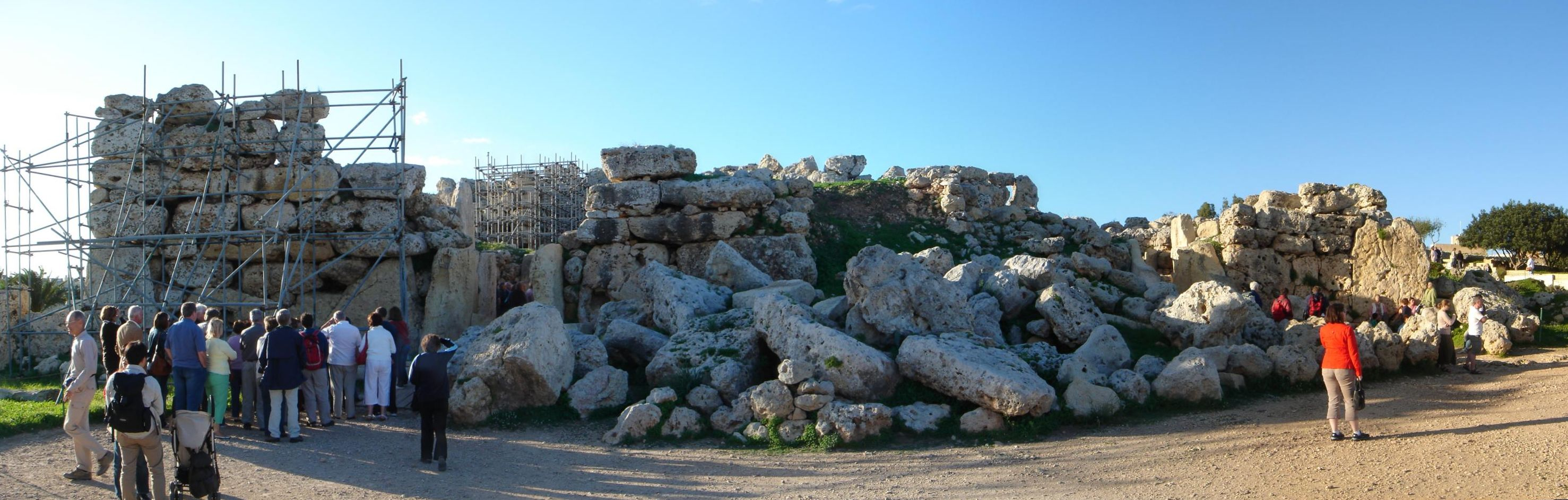
季甘蒂亞神廟外觀全景
季甘蒂亞神廟後牆全景
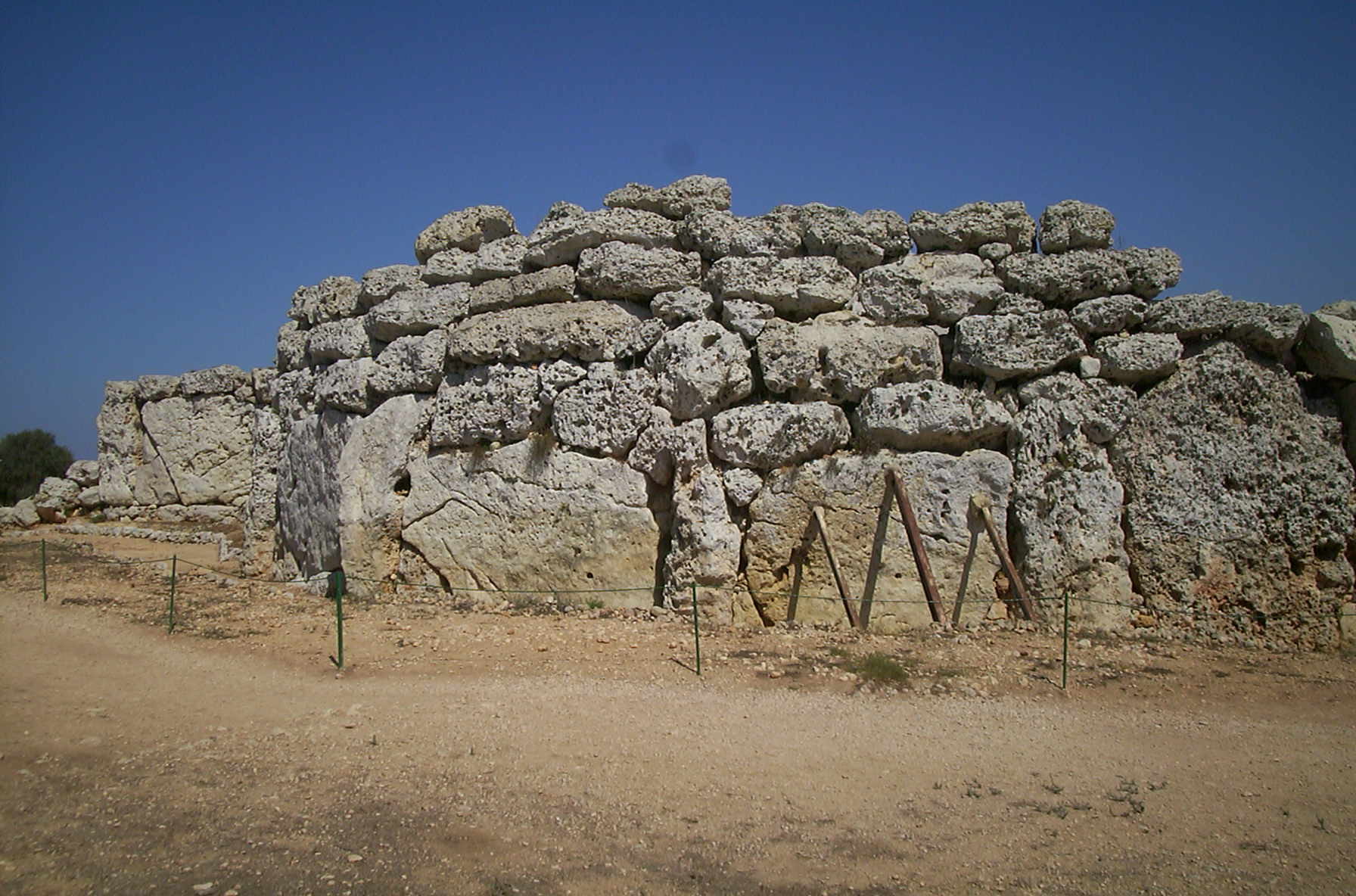
外牆的側視圖
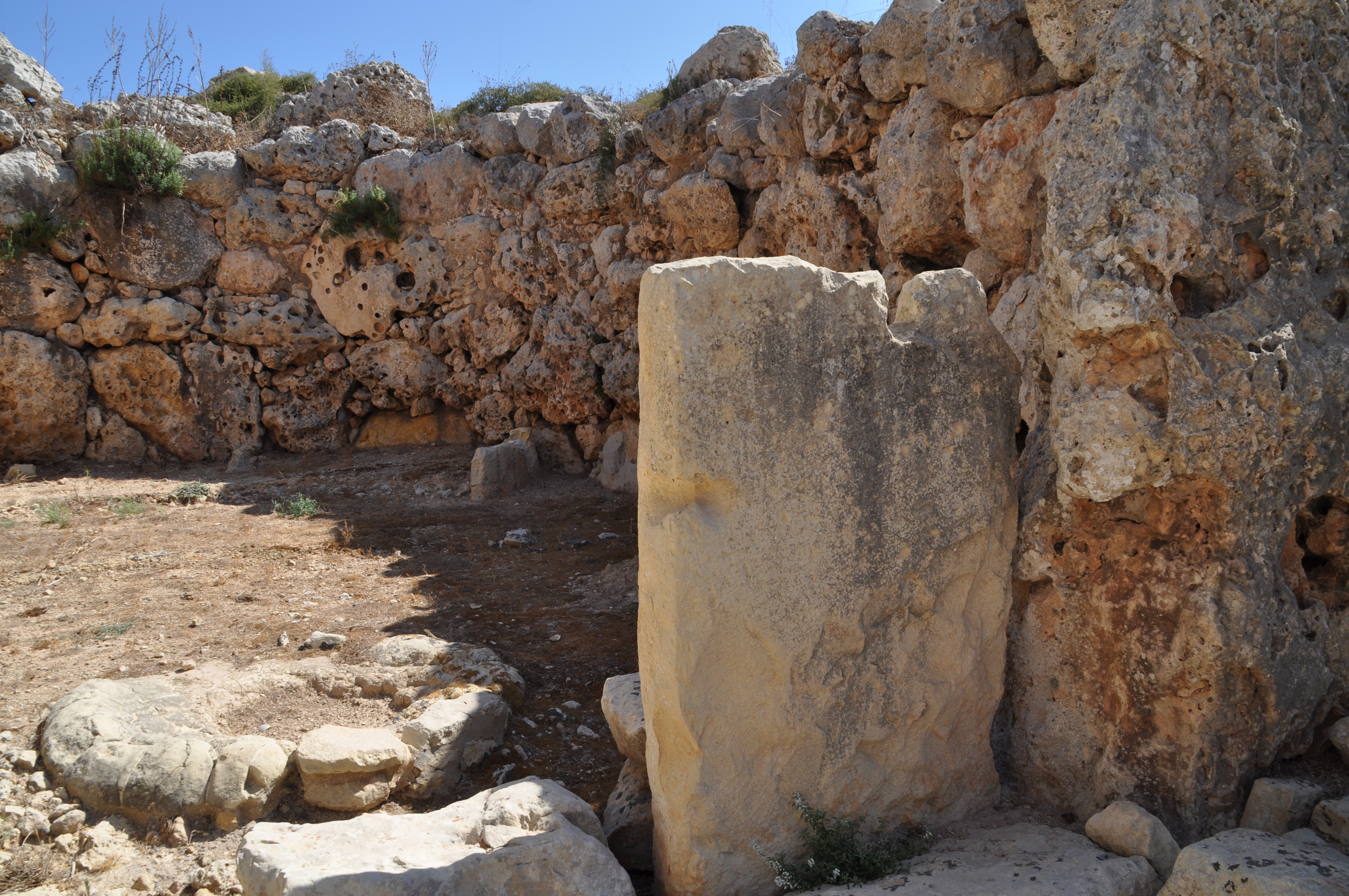
南方建築可能的永恆之火
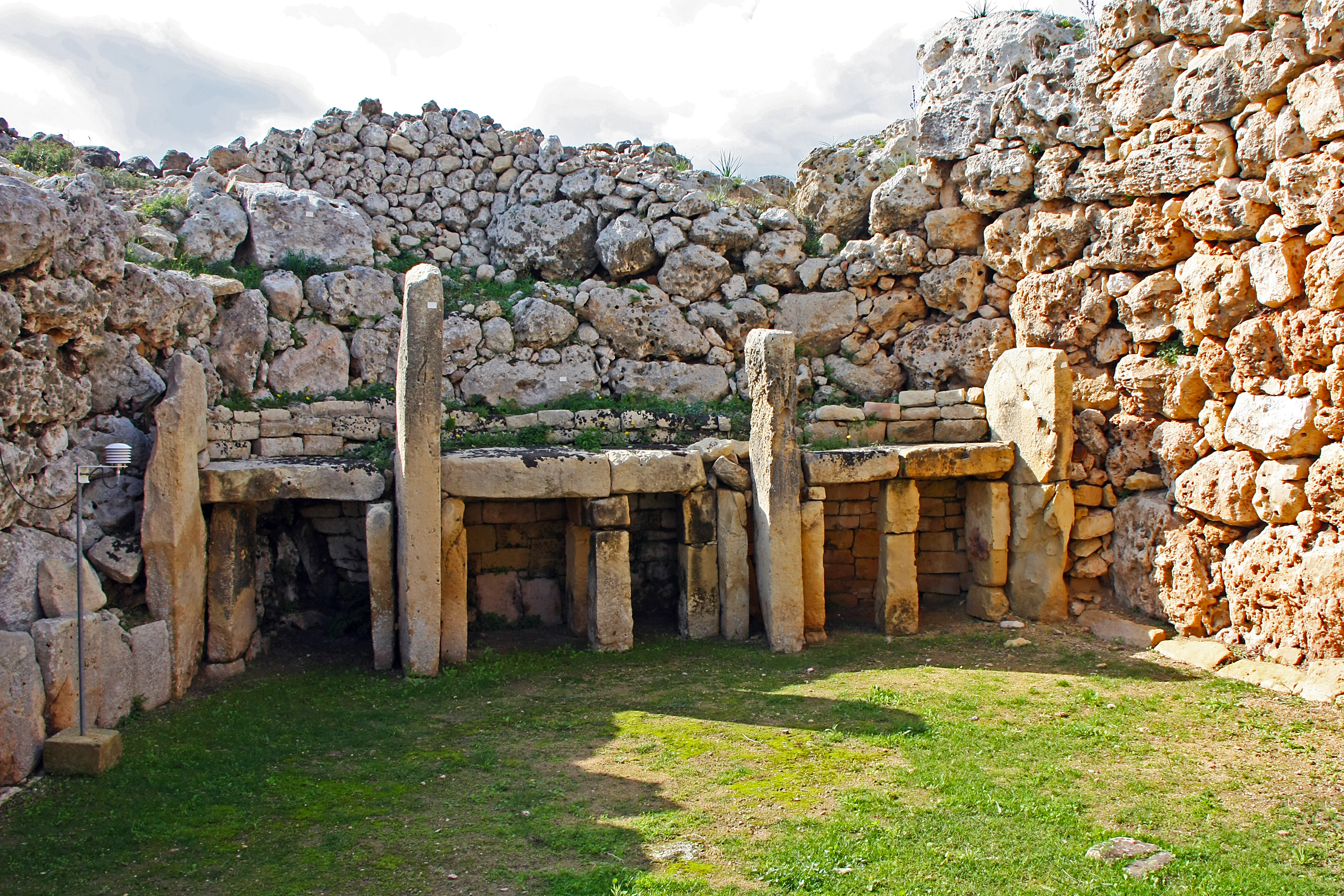
主殿的祭壇

## 外部連結
- 官方網站 （页面存档备份，存于）
- 馬爾他群島國家文化遺產 （页面存档备份，存于）
- Google Maps上的季甘蒂亞神廟 （页面存档备份，存于）